# موبایل‌آیرون
موبایل‌آیرون (انگلیسی: MobileIron) شرکت نرم‌افزار آمریکایی است، که در سال ۲۰۰۷ تأسیس شد.